# Собкув (гмина)
Собкув (пол. Sobków) — сельская гмина (волость) в Польше, входит как административная единица в Енджеювский повет, Свентокшиское воеводство. Население — 8243 человека (на 2004 год).

## Демография
| Перепись                       | Всего   | Всего | Женщины | Женщины | Мужчины | Мужчины |
| ------------------------------ | ------- | ----- | ------- | ------- | ------- | ------- |
| Единицы                        | человек | %     | человек | %       | человек | %       |
| Население                      | 8243    | 100   | 4089    | 49,6    | 4154    | 50,4    |
| Плотность населения (чел./км²) | 56,7    | 56,7  | 28,1    | 28,1    | 28,5    | 28,5    |

## Соседние гмины
1. Гмина Хенцины
2. Гмина Имельно
3. Гмина Енджеюв
4. Гмина Кийе
5. Гмина Малогощ
6. Гмина Моравица